# Амур и Психея (Канова)
«Аму́р и Психе́я» — произведение венецианского скульптора Антонио Кановы, выполненное из мрамора в двух вариантах по заказу, сделанному в Неаполе в 1787 году шотландским коллекционером и ценителем искусства бароном Каудором. Сюжет взят из произведения древнеримского писателя Апулея «Метаморфозы, или Золотой осёл».
Для первой, наиболее известной скульптуры — «Психея, оживлённая поцелуем Амура» (фр. Psyché ranimée par le baiser de l’Amour) — Канова выбрал момент сразу вслед за пробуждением Психеи от поцелуя Амура, когда влюблённые протягивают руки, чтобы заключить друг друга в объятия; Амур, сначала уколов Психею стрелой, чтобы проверить, не умерла ли она, нежно приподнимает возлюбленную, очнувшуюся от глубокого сна, навеянного испарениями, запечатанными в амфориске, принесённом ею по приказанию Венеры из подземного царства мёртвых и открытому из любопытства несмотря на запрет.
Прототипом второй скульптуры, изображающей влюблённых стоя (фр. L’Amour et Psyché debout), стала статуя из Капитолийских музеев — римская копия с греческого оригинала, найденная на Авентине в феврале 1749 года. Амур, обнявший Психею и положивший голову её на плечо, рассматривает вместе со своей возлюбленной бабочку, символ невинности и мимолётности, сидящую у него на руке. Группа стоит на высоком цилиндрическом постаменте, украшенном цветочной гирляндой. Верхняя часть основания поворачивалась с помощью ручки (в настоящий момент она заблокирована в целях безопасности). Некоторые исследователи считают, что в своей работе Канова превзошёл античного мастера.

## Оригиналы
Из-за проблем, связанных с транспортировкой, обе работы оставались в мастерской скульптора, куда ими многие приходили любоваться, вплоть до февраля 1798 года, когда в Рим вошли войска генерала Бертье.
В 1801 году скульптуры приобрёл соратник Наполеона Иоахим Мюрат, годом ранее породнившийся с первым консулом, женившись на его сестре Каролине. Оба мрамора, предназначенные для украшения загородного особняка Мюрата, замка Вийер-ла-Гаренн, были перевезены в Нёйи, близ Парижа.
В 1802 году, во время своего первого визита в Париж, Канова посетил Шато-де-Вийер, чтобы увидеть как установлены обе его работы. Чуть позднее, в 1804 году, Мюрат купил у Талейрана соседний Шато-де-Нейи, объединив владения в ансамбль, реконструированный им с поистине королевским размахом.
Позднее скульптуры стали частью императорской коллекции, в 1824 году они попали в Лувр.

## Реплики
Повторения обеих скульптур Антонио Кановы находятся в Санкт-Петербурге, в Государственном Эрмитаже.
Реплика первой, наиболее знаменитой, скульптуры была сделана по заказу князя Юсупова — законченная в 1796 году, она украшала один из залов подмосковного имения Архангельское, приобретённого им в 1810 году. Этот вариант чуть меньше — его высота 137 см.
После смерти князя в 1831 году его сын, Борис Николаевич, перевёз статую в Санкт-Петербург. Архитектор Андрей Михайлов, перестраивавший вновь купленный дворец на Мойке в 1830—1838 годах, установил скульптуру в Малой ротонде, которая ввиду этого также называлась «ротондой Кановы». После революции, когда Юсуповский дворец и вся его коллекция были национализированы, «Амур и Психея» поступила в Эрмитаж.
Гипсовая модель, выполненная Кановой для «юсуповской» версии в 1794 году, после смерти скульптора находилась у его ассистента Адамо Тадолини, в 1905 году она поступила в дар нью-йоркскому музею Метрополитен. Металлические гвоздики, которыми испещрена модель, помогали скульптору переносить объёмы на мрамор.
Работа Кановы пользовалась популярностью — в эрмитажной Галерее драгоценностей хранится табакерка с рельефным изображением этой скульптурной группы, выполненная в России в 1799 году.
Повторение второй, «стоящей», скульптуры, было выполнено в 1808 году с той же гипсовой модели, что и оригинал, по заказу супруги Наполеона, императрицы Жозефины. В 1815 году, вскоре после её смерти, российский император Александр I приобрёл эту реплику вместе с другими предметами из коллекции бывшей императрицы.